# William Fox (homme politique)
Pour les articles homonymes, voir William Fox et Fox.
William Fox, né le 20 janvier 1812 à South Shields (Angleterre) et mort le 23 juin 1893 à Auckland (Nouvelle-Zélande), est un homme d'État néo-zélandais, quatre fois premier ministre, dont deux fois quelques semaines. Il a joué un rôle significatif dans l'accès de la Nouvelle-Zélande à l'autonomie politique au sein de l'Empire britannique. Initialement favorable (en vain) à une grande autonomie pour les provinces de Nouvelle-Zélande face au gouvernement central, il participe dans les années 1860 à la confiscation massive de terres maori, avant de lancer avec son ministre des Finances Julius Vogel une politique tout aussi massive d'immigration et de grands travaux publics. Il a laissé l'image paradoxale d'un homme souvent plus actif et heureux sur les bancs de l'opposition qu'à la tête du gouvernement, et d'un premier ministre peut-être mieux connu aujourd'hui pour ses peintures de la jeune colonie que pour son héritage politique. Il est fait chevalier de l'ordre de Saint-Michel et Saint-Georges en 1879, peu avant sa retraite politique.

## Jeunesse
Né dans une famille anglaise aisée, il obtient un Master au Wadham College de l'université d'Oxford en 1839, puis entreprend des études de droit à l’Inner Temple de Londres. Il devient barrister (avocat plaidant), appelé au barreau en 1842. Cette même année, il épouse Sarah Halcomb, elle aussi issue d'un milieu aisé. Six semaines plus tard, le couple émigre en Nouvelle-Zélande, arrivant à Wellington en novembre 1842. Fox est un partisan enthousiaste de l'expansion coloniale britannique dans le pays, devenu une colonie de l'Empire en 1840. Louant la Nouvelle-Zélande pour son climat, sa fertilité et l'intelligence de sa population maori, il partage l'espoir d'Edward Gibbon Wakefield et de la New Zealand Company de peupler la colonie d’émigrants britanniques de qualité, sélectionnés.
Ne trouvant pas de travail comme avocat dans la jeune colonie, il devient journaliste, puis rédacteur en chef du journal New Zealand Gazette. En cette qualité, il milite pour l'extension des terres des colons, arguant que les Maori ne peuvent prétendre être propriétaires de terres qu'ils ne cultivent pas — ce malgré malgré la reconnaissance britannique de la propriété foncière maori via le traité de Waitangi. Aux yeux de Fox, les terres inusités par les Maori devraient être saisies, de force si nécessaire, et vendues aux colons. En 1843, il devient le représentant de la New Zealand Company à Nelson, où il remplace Arthur Wakefield, tué justement par des Maori pour avoir tenté d'empiéter sur leurs terres. En 1848, il prend la tête de la compagnie, dont la principale activité est l'achat de terres aux Maori et leur revente aux colons. C'est dans ce contexte qu'il entre en politique, militant contre le refus du gouverneur de la colonie, George Grey, d'accorder l'autonomie politique aux colons.

## Carrière politique

### Débuts
En novembre 1850, alors que la New Zealand Company est sur le point de mettre clef sous portes, Fox est chargé lors d'une réunion de colons à Wellington de se rendre à Londres, pour demander au gouvernement britannique l'autonomie pour la colonie. Il arrive au Royaume-Uni en juin 1851, mais le ministre des colonies, Charles Grey, refuse de le recevoir. Fox publie cette même année, en Angleterre, The six colonies of New Zealand, un ouvrage à la fois descriptif et polémique. Il y présente la société coloniale néo-zélandaise à ses lecteurs britanniques, le titre du livre faisant allusion aux six zones de peuplement établies par les colons. Affirmant que les Maori sont une race en déclin, amenée à disparaître très prochainement, il demande l'acquisition massive de leurs terres, à être distribuées aux colons. Il dénonce aussi l'injustice d'un gouvernement colonial autoritaire nommé par Londres.
La loi New Zealand Constitution Act de 1852, adoptée par le Parlement britannique, crée un parlement pour la Nouvelle-Zélande, conférant un important degré d'autonomie politique aux colons, tout en conservant néanmoins un droit de véto pour le gouverneur. Ces mesures s'inspirent en partie des demandes de William Fox, sans pleinement le satisfaire. Les premières élections législatives en Nouvelle-Zélande ont lieu en 1853. William Fox n'y participe pas, étant alors en voyage avec son épouse au Canada, aux États-Unis et à Cuba. Les secondes élections ont lieu d'octobre à décembre 1855, et Fox est élu député, représentant la circonscription de Wanganui à la Chambre des représentants. Les partis politiques n'existant pas encore dans le pays, il est élu sans étiquette, mais il est à la tête d'une faction de députés prônant une autonomie importante pour les provinces de Nouvelle-Zélande, plutôt qu'une centralisation nationale de la vie politique. Ces élections débouchent pour la première fois sur la nomination par le gouverneur d'un premier ministre, avec l'accord du Parlement : Henry Sewell. Sewell étant partisan de la centralisation, Fox est son principal adversaire politique, et de facto le chef de l'opposition au Parlement.

### Premier ministre (1856, 1861-1862)
Le gouvernement Sewell, premier gouvernement de la nouvelle ère d'autonomie parlementaire, ne dure que 13 jours. Le 20 mai 1856, Fox parvient à mobiliser suffisamment de députés pour renverser Sewell, à travers une motion de censure. Il devient le second premier ministre de Nouvelle-Zélande, mais à son tour son gouvernement ne dure que deux semaines, avant que la majorité fluctuante au Parlement ne lui préfère Edward Stafford. Stafford, qui recherche un équilibre entre centralisation et provincialisme, et qui cherche à renforcer l'autonomie des élus face au gouverneur, conserve le pouvoir jusqu'en 1861. William Fox, pendant ce temps, est en retrait de la vie politique, ne recommençant à y participer de manière active qu'à partir de 1860,.
Cette année-là, Fox dénonce l'expropriation forcée de terres maori dans la région du Taranaki, qui a déclenché une nouvelle Guerre maori : la première guerre du Taranaki (mars 1860-mars 1861). Malgré les railleries de ses détracteurs, Fox n'en est pas devenu pour autant un défenseur des droits des Maori ; il s'oppose simplement à des actes irraisonnés qui ont poussé des Maori à la révolte armée. En juillet 1861, il parvient à fédérer une majorité au Parlement pour contraindre le gouvernement Stafford à démissionner. Il devient ainsi premier ministre pour la deuxième fois - et inclut son ancien adversaire Henry Sewell dans son gouvernement, le nommant membre de la chambre haute, le Conseil législatif. Fox propose un moratoire sur l'achat de terres maori, afin de ne pas enflammer davantage la situation, et l'introduction d'institutions locales pour promouvoir un degré d'autonomie politique maori. Des assemblées maori locales, les runanga, sont mises en place. Dans le même temps, toutefois, le gouverneur George Grey fait entreprendre la construction d'une route pénétrant la région du Waikato, cœur du mouvement indépendantiste maori du Kingitanga, et envoie des soldats à la frontière des terres de ce mouvement, sans consulter Fox. Une nouvelle guerre maori paraît imminente. Le Parlement se déchire sur les questions de la responsabilité et des coûts de la guerre. Une motion de censure contre le gouvernement Fox en août 1862 divise le Parlement en deux factions de forces strictement égales, avant que le président du Parlement ne débloque cette égalité en votant contre Fox, le contraignant à démissionner. La guerre du Waikato, contre le Kingitanga, éclate en mai 1863.
Après quatorze mois de gouvernement du premier ministre Alfred Domett, Frederick Whitaker accède au pouvoir en octobre 1863. Whitaker nomme Fox ministre chargé des relations avec le Parlement. La guerre du Waikato s'achève en avril 1864 avec la défaite du Kingitanga ; il s'ensuit une confiscation massive et punitive de terres maori. Fox est ainsi « associé à ce qui est généralement perçu comme l'acte le plus inique d'un gouvernement néo-zélandais, bien qu'il n'en ait pas été l'initiateur ». Il est solidaire du gouvernement Whitaker, et défend par la suite ces expropriations dans un livre en 1866, The war in New Zealand. Le gouverneur George Grey, pour sa part, juge ces confiscations injustes ; après d'amères querelles avec Grey, le gouvernement Whitaker démissionne en novembre. William Fox, de retour sur les bancs de l'opposition, se met à nouveau en retrait de la politique. Il visite l'Australie avec son épouse fin 1864, puis le couple passe trois ans en Angleterre.

### Premier ministre à nouveau, et fin de carrière
De retour en Nouvelle-Zélande, William Fox se remet à la politique avec enthousiasme, redevenant chef de l'opposition en 1868 face au gouvernement d'Edward Stafford. Il devient premier ministre une troisième fois en juin 1869. À cette date, la répression des derniers mouvements rebelles maori est en passe d'être achevée. Fox, en manque d'idées pour diriger le pays en temps de paix, cède à son ministre des Finances Julius Vogel la tâche de décider de la ligne politique du gouvernement. Vogel lance de grandes politiques de développement économique de la colonie, au moyen d'emprunts à grande échelle pour financer de grands travaux, et prône un renouveau du grand esprit colonial des années 1840. Fox se contente de gérer les fonctions administratives du gouvernement au quotidien. Il semble se désintéresser de la politique, et cherche à peine à répondre aux critiques formulées par l'opposition. En septembre 1872, son gouvernement perd sa majorité au Parlement, et Stafford lui succède.
En 1871, William et Sarah Fox, qui n'ont pas d'enfants, adoptent un garçon maori âgé de 9 ans, Ngatau Omahuru, qui avait été capturé lors des Guerres maori. Bien que ses parents biologiques soient toujours en vie, c'est le couple Fox qui élève désormais le garçon, le rebaptisant William. Devenu adolescent, il retourne auprès de sa famille d'origine, tout en conservant une réelle affection pour ses parents adoptifs.
William Fox prend une quatrième et dernière fois la tête du gouvernement du 3 mars au 8 avril 1873, bien que cela ne soit que par intérim. Le premier ministre George Waterhouse vient alors de démissionner tandis que le chef de l'opposition, Julius Vogel, est en voyage à l'étranger. Le gouverneur George Bowen demande à Fox de constituer un gouvernement par intérim en attendant que Vogel puisse en prendre les rênes. Lorsque Vogel rentre au pays, Fox lui cède volontiers la place. Au cours des mois qui suivent, il est question d'abolir les provinces. Le député Fox, qui s'était autrefois érigé en défenseur de leur autonomie, accepte l'idée de leur disparition, affirmant simplement que les circonstances ne sont plus celles des années 1840 ou 50. Les provinces sont abolies en 1876.
Il fait du combat pour la prohibition de l'alcool la grande cause de la fin de sa carrière, effectuant de nombreux discours publics à ce sujet. En 1879, il redevient chef de l'opposition, face au gouvernement du premier ministre George Grey. Il provoque la chute du gouvernement Grey au Parlement. Fox perd son siège aux élections législatives provoquées par cet événement, mais retrouve un siège lors d'une élection partielle l'année suivante. Il perd à nouveau son siège lors des législatives de 1881, et se retire cette fois définitivement de la vie parlementaire.

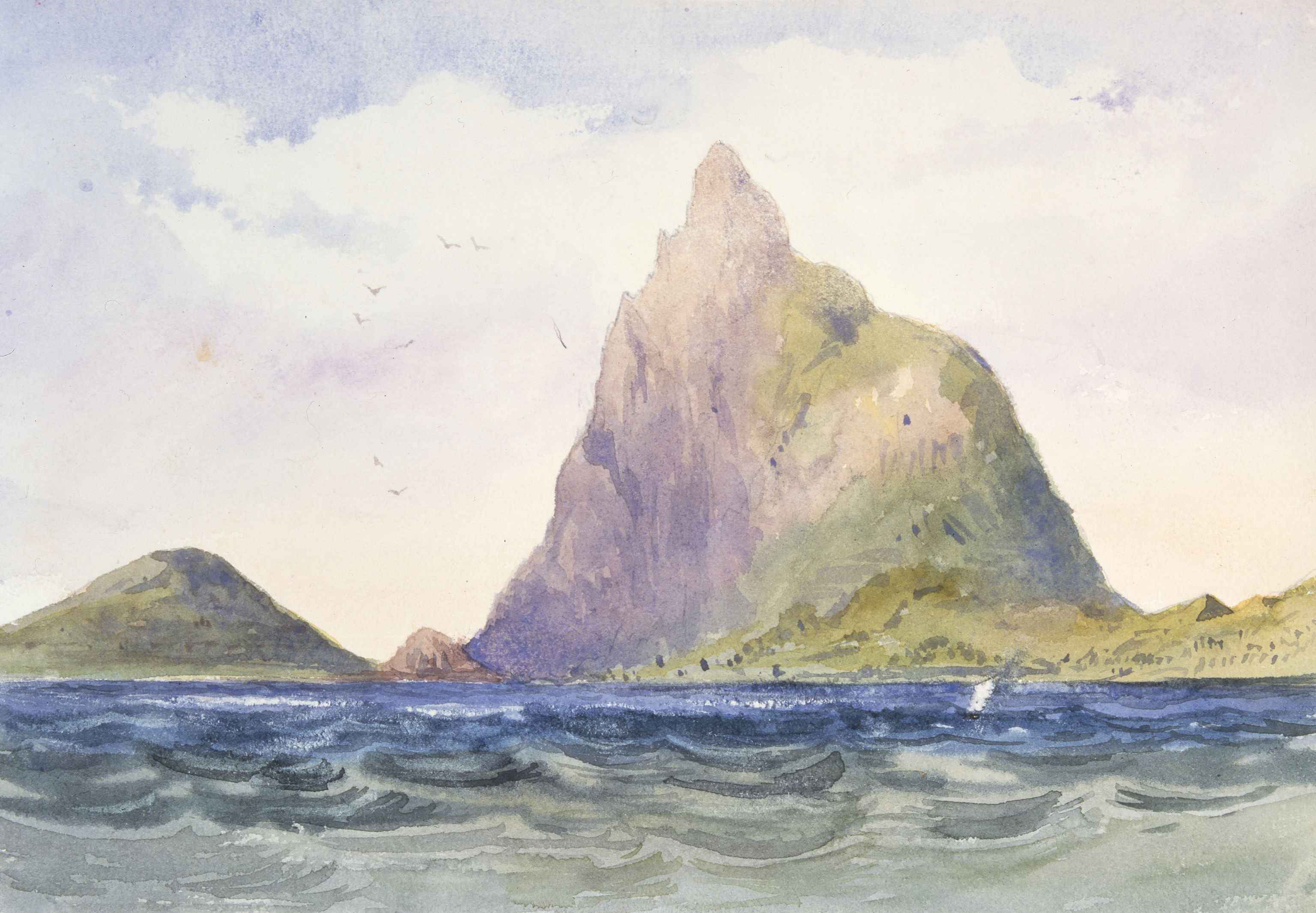
Peinture de William Fox, lieu incertain, 1868.

Il accepte néanmoins alors de co-diriger une commission chargée d'examiner les revendications foncières des Maori de la région du Taranaki. Refusant de remettre en cause la légitimité des confiscations, la commission indemnise toutefois une large minorité de propriétaires maori dépossédés, tandis qu'un cinquième environ des terres saisies sont restituées. Ces mesures, loin de satisfaire totalement les Maori, consolident la paix dans la région et dans le pays.

## Peintre
Durant les années 1840, William Fox participe à l'exploration de régions encore méconnues du pays, et peint à l'aquarelle, avec talent, des toiles « romantiques et saisissantes » des paysages qu'il découvre. Durant les années 1850, il peint également une diversité de paysages lors de ses voyages au Canada et aux États-Unis. Il s'intéresse notamment à la transformation exercée par l'homme sur les paysages naturels.
William Fox décède à Auckland le 23 juin 1893, un an jour pour jour après son épouse.